# Princessa
Princessa (eigentlich Mónica Capel Cruz; * 18. Mai 1975 in Madrid) ist eine spanische Popsängerin, die Ende der 1990er-Jahre auch im deutschsprachigen Raum Erfolge feiern konnte.

## Leben
Mónica Capel Cruz wurde in eine Musikerfamilie hineingeboren. Bereits als Kind nahm sie ein Album auf, welches Weihnachtslieder enthielt. Bekannt wurde sie als Stimme der spanischen Versionen von Liedern aus Disney-Fernsehserien.

### Princessa (1993)
1991 entdeckte sie der deutsche Produzent Frank Peterson im spanischen Fernsehen, doch erst zwei Jahre später nahmen sie ihr erstes Album auf. Peterson gab ihr den Künstlernamen Princessa. Seine damalige Ehefrau Susana Espelleta schrieb alle Texte des Albums, welche ausschließlich in Spanisch gehalten waren.

### Calling You (1996)
Um international Käufer zu erreichen, nahm Princessa 1996 erstmals auch englischsprachige Lieder auf. Da man jedoch den Erfolg auf dem spanischsprachigen Markt nicht gefährden wollte, wurden sechs der Lieder zusätzlich auf Spanisch eingesungen und mit auf die CD gepresst. Ihr musikalischer Stil war dem Dance zuzuordnen.
Insbesondere in Skandinavien und Japan waren Album und daraus ausgekoppelte Singles erfolgreich. 1997 wurde das Album dann in weiteren Ländern veröffentlicht. Da es dort ihr Debütalbum darstellte, erhielt es dort, wie schon ihr spanischsprachiges Debüt, den Titel Princessa.
1997 trat sie mit ihrer Single Anyone But You in der ZDF-Chartshow Chart Attack auf.

### I Won’t Forget You (1999)
1998 wechselte Princessas Stil zum Pop-Rock. Das Lied Snowflakes wurde als Titelmelodie der Seifenoper Marienhof benutzt und erreichte als Single die deutschen sowie die schweizerischen Charts. Princessa trat auch in der Serie auf. Die beiden folgenden Singles sowie das Album I Won’t Forget You platzierten sich ebenfalls in den deutschen Charts.

### All I Want (t.a.)
Nach diesem Erfolg jedoch wurde es stiller um Princessa. 2005 veröffentlichte sie die Single All I Want, die wieder den alten Dance-Pfad einschlägt, das dazu angekündigte gleichnamige Album lässt aber bisher auf sich warten.

## Diskografie

### Alben
- 1993: Princessa
- 1996: Calling You (1997 Re-Release als Princessa)
- 1999: I Won’t Forget You

### Singles
- 1993: Rojo Y Llanto
- 1994: Ensalza Tu Amor
- 1996: Calling You
- 1996: Anyone But You
- 1997: Try To Say I’m Sorry
- 1997: Baila Al Ritmo
- 1997: Vivo
- 1997: Summer Of Love
- 1998: Snowflakes
- 1999: I Won’t Forget You
- 1999: (You Just) Believe In You
- 2005: All I Want